# St. Francisville (Illinois)
St. Francisville és una població dels Estats Units a l'estat d'Illinois. Segons el cens del 2000 tenia 759 habitants.

## Demografia
Segons el cens del 2000, St. Francisville tenia 759 habitants, 317 habitatges, i 221 famílies. La densitat de població era de 390,7 habitants/km².
Dels 317 habitatges en un 34,1% hi vivien nens de menys de 18 anys, en un 52,4% hi vivien parelles casades, en un 12,3% dones solteres, i en un 30% no eren unitats familiars. En el 27,8% dels habitatges hi vivien persones soles el 12,3% de les quals corresponia a persones de 65 anys o més que vivien soles. El nombre mitjà de persones vivint en cada habitatge era de 2,39 i el nombre mitjà de persones que vivien en cada família era de 2,89.
Per edats la població es repartia de la següent manera: un 26% tenia menys de 18 anys, un 8,2% entre 18 i 24, un 27,4% entre 25 i 44, un 22,3% de 45 a 60 i un 16,2% 65 anys o més.
L'edat mediana era de 38 anys. Per cada 100 dones de 18 o més anys hi havia 90,5 homes.
La renda mediana per habitatge era de 25.543 $ i la renda mediana per família de 29.688 $. Els homes tenien una renda mediana de 30.417 $ mentre que les dones 15.938 $. La renda per capita de la població era de 12.955 $. Aproximadament el 19,7% de les famílies i el 21,1% de la població estaven per davall del llindar de pobresa.

## Poblacions més properes
El següent diagrama mostra les poblacions més properes.